# Rasptandlantaarnhaai
De rasptandlantaarnhaai (Etmopterus sheikoi) is een vissensoort uit de familie van de lantaarnhaaien (Etmopteridae). De wetenschappelijke naam van de soort is voor het eerst geldig gepubliceerd in 1986 door Dolganov.